# Gran Berlín
El Gran Berlín (Groß-Berlin), és una designació de la ciutat de Berlín amb les fronteres de l'àrea urbana creada al 1920, tal com existeix actualment amb només uns petits canvis.

## Història

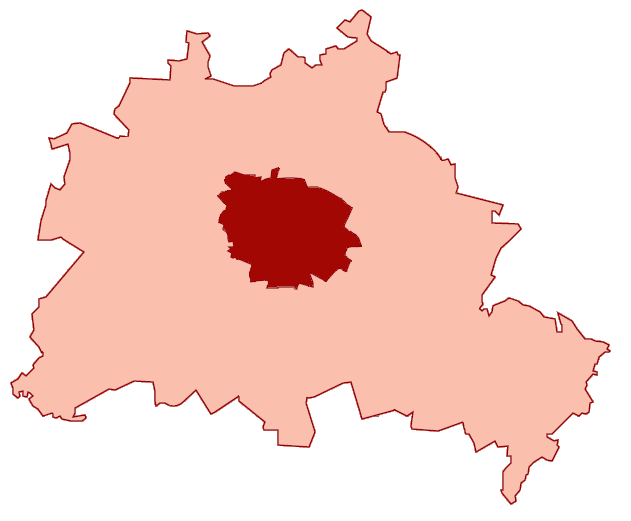
En vermell els límits de Berlín abans de 1920 i en rosa la zona annexada amb la Llei del Gran Berlín

Berlín havia format part de la província de Brandenburg des de 1815. L'1 d'abril de 1881, la ciutat es va convertir en 'Stadtkreis Berlin', un districte urbà separat de Brandenburg. Al 27 d'abril de 1920, el Parlament de Prússia va aprovar la "Llei del Gran Berlín" (Groß-Berlin-Gesetz) i va entrar en vigor l'1 d'octubre del mateix any. A més de l'antiga Berlín (Alt-Berlín), la creació del nou territori va portar a l'annexió de: 
- 7 ciutats: Charlottenburg, Köpenick, Lichtenberg, Neukölln, Schöneberg, Spandau i Wilmersdorf
- 59 municipis rurals (Landgemeinde) dels districtes de Niederbarnim, Osthavelland i Teltow
- 27 territoris comunals (Gutsbezirk).

Amb la seva creació, el Gran Berlín, passava dels 1,9 als 3,8 milions d'habitants (gairebé 1,2 milions d'ells sols a través de les set ciutats circumdants). L'àrea urbana va augmentar de 66 km² a 878 km². Així, Berlín passava ser la tercera ciutat més poblada del món després de Londres (7,3 milions) i Nova York (5,6 milions), i la segona més gran en termes d'àrea, després de Los Angeles.

## Districtes administratius
El Gran Berlín va ser dividit en 20 districtes administratius (Verwaltungsbezirk), comunament anomenats districtes (Bezirk).
- 1. Mitte, compost de :
  - zona central del nucli de Berlín (Alt-Berlin)
  - Gutsbezirk del Palau de Berlín
- 2. Tiergarten, zona occidental del nucli de Berlín
- 3. Wedding, zona nord-occidental del nucli de Berlín
- 4. Prenzlauer Tor (Prenzlauer Berg), zona nord-oriental del nucli de Berlín
- 5. Friedrichshain, zona oriental del nucli de Berlín
- 6. Hallesches Tor (Kreuzberg), zona meridional del nucli de Berlín
- 7. Charlottenburg, compost de :
  - Ciutat de Charlottenburg
  - Gutsbezirk de la Heerstraße (part sud)
  - Gutsbezirk de Plötzensee
  - Gutsbezirk de Jungfernheide (part sud)
- 8. Spandau compost de :
  - Ciutat de Spandau
  - Gutsbezirk Ciutadella de Spandau
  - Municipi rural de Staaken
  - Gutsbezirk de la Heerstraße (part nord)
  - Municipi rural de Tiefwerder
  - Municipi rural de Pichelsdorf
  - Gutsbezirk de Pichelswerder
  - Municipi rural de Gatow
  - Municipi rural de Kladow
- 9. Wilmersdorf, compost de :
  - Ciutat de Wilmersdorf
  - Municipi rural de Schmargendorf
  - Municipi rural de Grunewald
  - Gutsbezirk del Bosc de Grunewald
- 10. Zehlendorf, compost de :
  - Municipi rural de Zehlendorf
  - Gutsbezirk de Dahlem
  - Municipi rural de Nikolassee
  - Municipi rural de Wannsee
  - Gutsbezirk de Klein-Glienicke
  - Gutsbezirk de Pfaueninsel
  - Gutsbezirk de Potsdamer Forst (part nord)
- 11. Schöneberg, compost de :
  - Ciutat de Schöneberg
  - Municipi rural de Friedenau
- 12. Steglitz, compost de :
  - Municipi rural de Steglitz
  - Municipi rural de Lichterfelde
  - Localitat de Südende del Municipi rural de Mariendorf
  - Municipi rural de Lankwitz
- 13. Tempelhof, compost de :
  - Municipi rural de Tempelhof
  - Municipi rural de Mariendorf (excepte la localitat de Südende)
  - Municipi rural de Marienfelde
  - Municipi rural de Lichtenrade
  - Municipi rural de Buckow (part oest)
- 14. Neukölln, compost de :
  - Ciutat de Neukölln
  - Municipi rural de Britz
  - Municipi rural de Buckow (part est)
  - Municipi rural de Rudow
- 15. Treptow, compost de :
  - Municipi rural de Treptow
  - Municipi rural de Oberschöneweide
  - Gutsbezirk de Wuhlheide
  - Municipi rural de Niederschöneweide
  - Municipi rural de Johannisthal
  - Municipi rural de Adlershof
  - Municipi rural de Alt-Glienicke
- 16. Cöpenick (al 1931 passa a anomenar-se Köpenick), compost de :
  - Ciutat de Cöpenick
  - Municipi rural de Friedrichshagen
  - Gutsbezirk de Cöpenick-Forst
  - Municipi rural de Rahnsdorf
  - Municipi rural de Müggelheim
  - Gutsbezirk de Grünau-Dahmer-Forst
  - Municipi rural de Schmöckwitz
  - Municipi rural de Bohnsdorf
  - Municipi rural de Grünau
- 17. Lichtenberg, compost de :
  - Ciutat de Lichtenberg
  - Municipi rural de Friedrichsfelde
  - Municipi rural de Biesdorf
  - Gutsbezirk de Biesdorf
  - Municipi rural de Kaulsdorf
  - Municipi rural de Mahlsdorf
  - Municipi rural de Marzahn
  - Municipi rural de Hellersdorf
  - Gutsbezirk Wuhlgarten
- 18. Weißensee, compost de :
  - Municipi rural de Weißensee
  - Municipi rural de Malchow
  - Gutsbezirk de Malchow
  - Municipi rural de Wartenberg
  - Gutsbezirk de Wartenberg
  - Municipi rural de Falkenberg
  - Gutsbezirk de Falkenberg
  - Municipi rural de Hohenschönhausen
- 19. Pankow, compost de :
  - Municipi rural de Pankow
  - Municipi rural de Niederschönhausen
  - Gutsbezirk de Niederschönhausen
  - Municipi rural de Rosenthal (part est)
  - Gutsbezirk de Rosenthal
  - Municipi rural de Blankenfelde
  - Gutsbezirk de Blankenfelde
  - Municipi rural de Buchholz
  - Municipi rural de Buch
  - Gutsbezirk de Buch
  - Municipi rural de Karow
  - Municipi rural de Blankenburg
  - Gutsbezirk de Blankenburg
  - Municipi rural de Heinersdorf
- 20. Reinickendorf, compost de :
  - Municipi rural de Reinickendorf
  - Municipi rural de Rosenthal (part oest)
  - Municipi rural de Wittenau
  - Municipi rural de Lübars
  - Municipi rural de Hermsdorf bei Berlin
  - Gutsbezirk Frohnau
  - Gutsbezirk Tegel-Forst-Nord
  - Municipi rural de Heiligensee
  - Gutsbezirk del Palau de Tegel
  - Municipi rural de Tegel
  - Gutsbezirk Jungernheide (part nord)